# Sinh vật một lông roi
Sinh vật một lông roi là các thành viên của Unikonta, một nhóm phân loại học do Thomas Cavalier-Smith đề xuất.
Nhóm này bao gồm ngành Trùng chân giả hay ngành Trùng biến hình (Amoebozoa), sinh vật lông roi sau (Opisthokonta) và ngành Apusozoa.

## Các nhánh
Nhóm này bao gồm các tế bào nhân chuẩn mà ở phần lớn các bộ phận chỉ có 1 lông roi (tiên mao) rõ nét hay là dạng amip không lông roi. Nhóm Unikonta bao gồm Opisthokonta (Animalia, Fungi và các dạng có liên quan) cũng như Amoebozoa. Ngược lại với các nhóm nhân chuẩn được biết đến nhiều khác, thường có 2 lông roi rõ nét (mặc dù vẫn có các ngoại lệ) và được nói đến như là sinh vật hai lông roi (Bikonta). Các nhóm này bao gồm Archaeplastida (thực vật và các họ hàng), Excavata, Rhizaria và Chromalveolata.
|  | Plantae        |
|  |                |
|  | Chromalveolata |
|  |                |

|  | Animalia  |
|  |           |
|  | Choanozoa |
|  |           |

|  | Fungi       |
|  |             |
|  | Nucleariida |
|  |             |

|  | Animalia  |
|  |           |
|  | Choanozoa |
|  |           |

|  | Fungi       |
|  |             |
|  | Nucleariida |
|  |             |

|  | Animalia  |
|  |           |
|  | Choanozoa |
|  |           |

|  | Fungi       |
|  |             |
|  | Nucleariida |
|  |             |

|  | Animalia  |
|  |           |
|  | Choanozoa |
|  |           |

|  | Fungi       |
|  |             |
|  | Nucleariida |
|  |             |

Một trong các quan điểm về các giới lớn và các nhóm thân cây của chúng.

## Đặc trưng
Unikonta có sự hợp nhất ba gen, điều không thấy có ở Bikonta. Ba gen hợp nhất ở Unikonta (nhưng không thấy có ở Bacteria hay Bikonta) mã hóa các enzym để tổng hợp các nucleotide pyrimidin: carbamoyl phosphat synthase, dihydroorotase, aspartat carbamoyltransferase. Điều này phải có sự liên quan của hợp nhất kép, một cặp sự kiện hiếm, hỗ trợ ý tưởng cho rằng có tổ tiên chia sẻ chung giữa Opisthokonta và Amoebozoa.
Cavalier-Smith ban đầu đề xuất rằng Unikonta về mặt tổ tiên từng có một lông roi và một động thể (kinetosome). Tuy nhiên, điều này là không thể, do các loài Opisthokonta có lông roi, cũng như một vài loài Amoebozoa có lông roi, như Breviata, trên thực tế có 2 động thể, giống như ở các loài 'Bikonta' điển hình (mặc dù chỉ một là có lông roi ở phần lớn các loài Unikonta). Sự sắp xếp cặp đôi này cũng có thể thấy trong tổ chức của các trung tử ở các tế bào động vật điển hình. Mặc cho tên gọi của nhóm, tổ tiên chung của tất cả các loài 'Unikonta' có lẽ là một tế bào với 2 động thể.